# الوارو گارسیا (بازیکن فوتبال زاده ۱۹۹۲)
الوارو گارسیا (انگلیسی: Álvaro García؛ زادهٔ ۲۷ اکتبر ۱۹۹۲) بازیکن فوتبال اهل اسپانیا است.
از باشگاه‌هایی که در آن بازی کرده‌است می‌توان به باشگاه فوتبال کادیس، باشگاه فوتبال گرانادا، باشگاه فوتبال رایو وایکانو، و باشگاه فوتبال راسینگ سانتاندر اشاره کرد.